# Hartwig Kelm
Hartwig Kelm (* 15. April 1933 in Schmalkalden; † 11. November 2012 in Frankfurt am Main) war ein deutscher Chemiker, Intendant des Hessischen Rundfunks und Ehrensenator der Johann Wolfgang Goethe-Universität in Frankfurt.

## Leben
Kelm studierte an der Johann Wolfgang Goethe-Universität Chemie, wo er 1962 promovierte; seit 1965 war er als Assistant Professor an der State University of New York tätig. Er wurde 1970 in Frankfurt Professor für Physikalische Chemie. Zwischen 1979 und 1986 war Kelm der dritte Präsident der Frankfurter Universität, wo er 1983 die Stiftung zur Förderung der internationalen wissenschaftlichen Beziehungen begründete.
1986 wurde er mit den Stimmen der CDU/FDP-Mehrheit für eine Wahlperiode von acht Jahren zum Intendanten des Hessischen Rundfunks (HR) gewählt. In dieser Funktion war Kelm zwischen 1989 und 1990 Vorsitzender der ARD. Er kritisierte dabei den seiner Ansicht nach zu starken Einfluss der Parteien auf das öffentlich-rechtliche Rundfunksystem. Aufgrund einer Finanzkrise beim Sender erklärte Hartwig Kelm 1992 seinen Rücktritt als HR-Intendant zum April 1993.
2002 ernannte die Johann Wolfgang Goethe-Universität Kelm als „eine der herausragenden Persönlichkeiten der Universität“ zum Ehrensenator.